# Anopsicus puebla
Anopsicus puebla là một loài nhện trong họ Pholcidae. Loài này được phát hiện ở México.